# Exposition des maîtres vivants

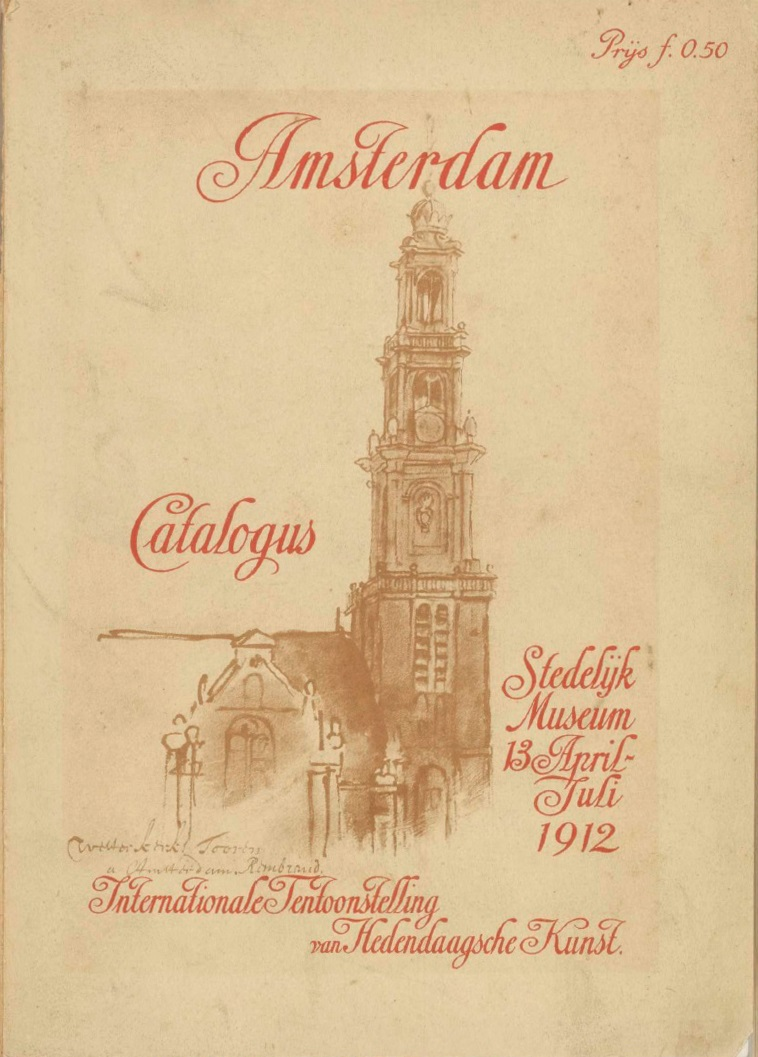
Couverture du catalogue de l'exposition de 1812.

L’Exposition des maîtres vivants (en néerlandais : Tentoonstelling van Levende Meesters) est une importante série d'expositions artistiques regroupant des œuvres d'artistes contemporains organisées entre 1808 et 1917 dans plusieurs grandes villes des Pays-Bas.

## Histoire
Louis Bonaparte, roi de Hollande, prend l'initiative d'organiser les expositions, s'inspirant du Salon de peinture et de sculpture parisien : une exposition d'art qui se tient dans la capitale française à partir de la seconde moitié du XVIIIe siècle. La première exposition a lieu en 1808 à la Kleine Krijgsraadzaal du palais royal d'Amsterdam, sur la place du Dam.
Initialement, l'exposition doit avoir lieu chaque année, alternant Amsterdam et La Haye. Plus tard, d'autres villes l'accueillent, telles que Bois-le-Duc et Rotterdam, et la fréquence change. L'organisation demeure entre les mains de comités locaux.

## Admission et participation

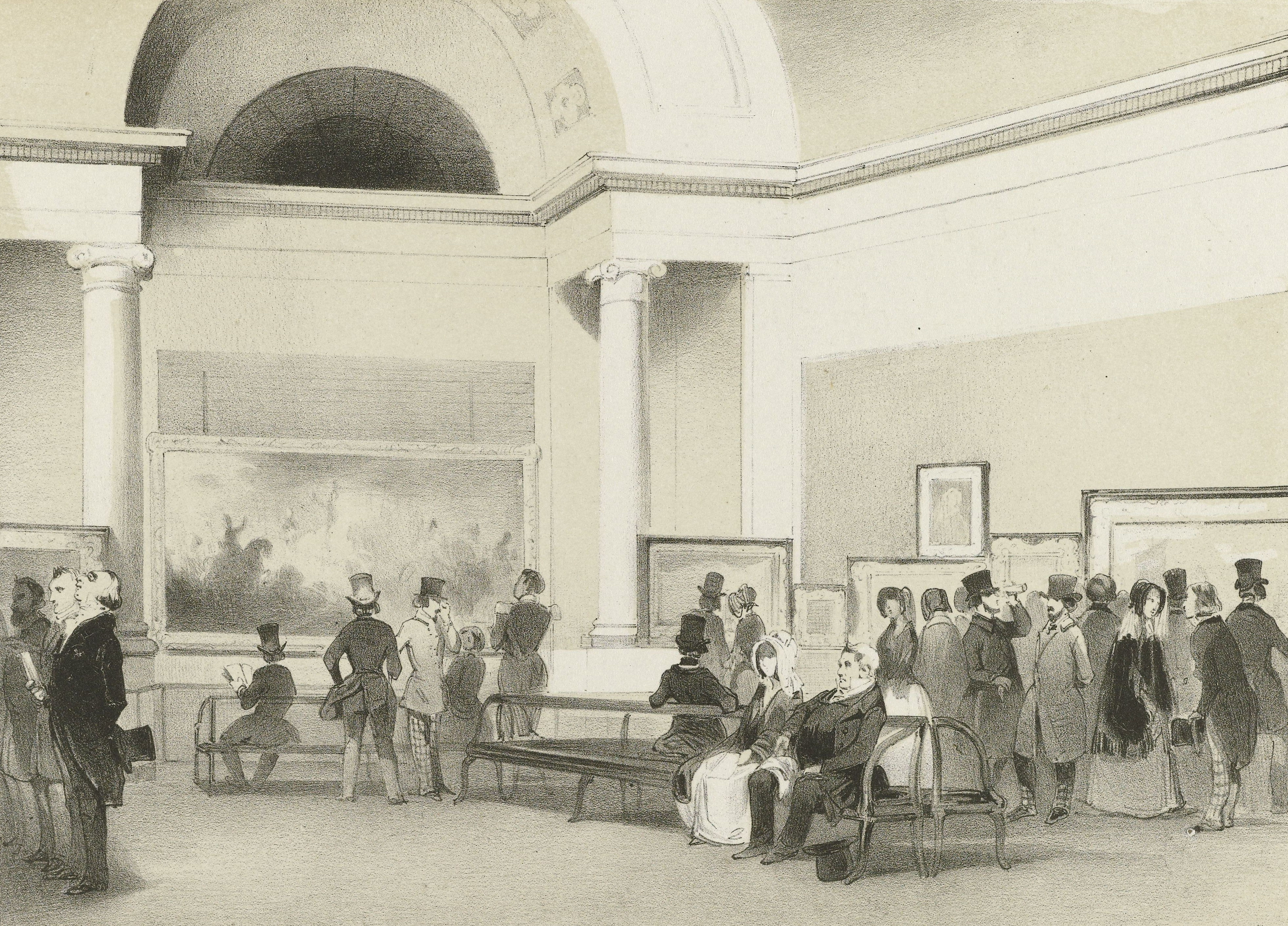
Dessin anonyme de l'exposition de La Haye de 1845.

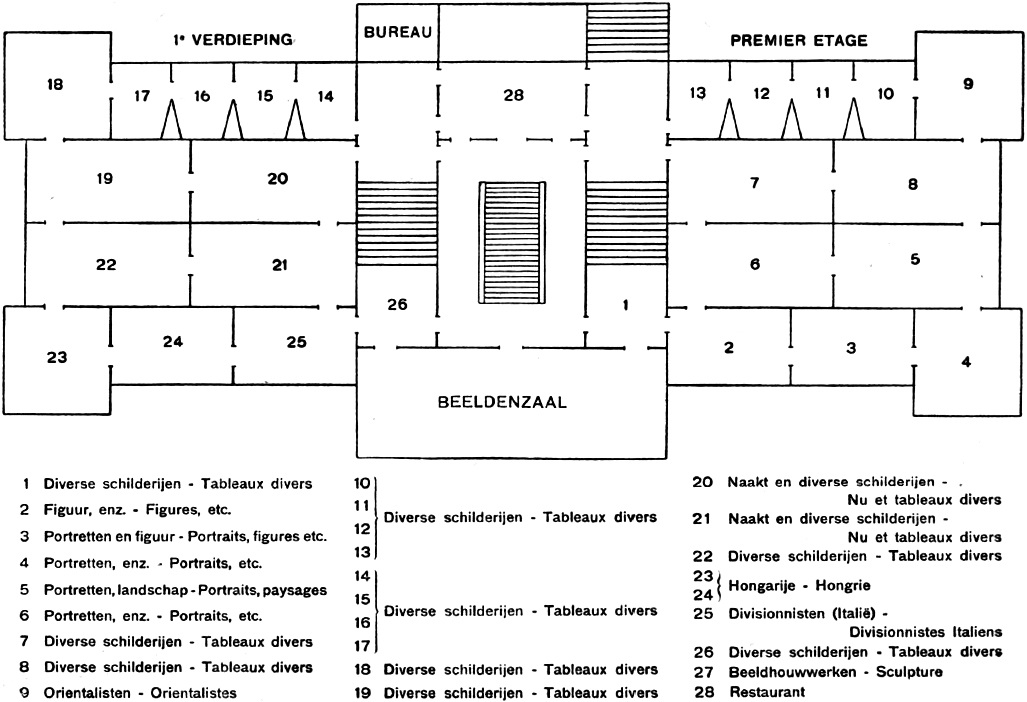
Plan de l'exposition d'Amsterdam de 1912.

Aussi bien les artistes professionnels qu'amateurs peuvent soumettre leurs travaux. Ceux-ci peuvent également être proposés à la vente, ce qui est avantageux pour les artistes car l’organisation ne prend pas de commission. Dès le début, les femmes peuvent également participer, alors que l'éducation artistique ne leur est ouverte que dans la seconde moitié du XIXe siècle. Pour la première exposition, 111 peintures ont été soumises, dont une partie — anonyme — a reçu un prix. Parmi les participants figurent Pieter Barbiers[Lequel ?], Edouard Taurel, Charles Howard Hodges, Jan Willem Pieneman et Johan Bernard Scheffer. Henriëtte Geertruida Knip a envoyé une nature morte, mais n'est pas mentionnée dans le catalogue.
À partir de la deuxième exposition en 1810, outre des peintures, des estampes, des dessins (architecturaux), des sculptures et des médailles pouvaient également être soumis. Les artistes professionnels qui ont vu leurs murs recouverts d’art amateur ont manifesté dans les années 1820, craignant pour leur gagne-pain. Les conditions d'admission ont dès lors été resserrées : dorénavant, les travaux devaient présenter une « valeur artistique satisfaisante ». Vers 1850, les premières photos ont été soumises (daguerréotypes), qui ont parfois été refusées ou supprimées après protestation d’autres artistes. Parmi les admissions, de jeunes artistes faisant leurs débuts aux Maîtres vivants, dont Jan Hoynck van Papendrecht (1884), Isaac Israëls (1881), Taco Mesdag (1849), Anna van Sandick (nl) (1852) et Maurits Verveer (1851).
À partir de 1840, des artistes étrangers peuvent également participer aux expositions et à partir de 1860, des médailles d'or et d'argent sont décernées.
En 1912, une exposition des maîtres vivants a lieu à Amsterdam et cinq ans plus tard, la dernière est organisée à l'Académie de Rotterdam.
Pour chaque exposition, un catalogue comprenant un aperçu des œuvres soumises (avec éventuellement une citation) et des artistes participants est réalisé. Les catalogues ont été numérisés par l'Institut néerlandais pour l'histoire de l'art.

## Importance
Selon Jeroen Kapelle, conservateurs des beaux-arts de l'Institut néerlandais pour l'histoire de l'art, 

« quiconque mène des recherches sur un aspect de la vie artistique aux Pays-Bas au XIXe siècle ne peut ignorer les expositions des maîtres vivants. De 1808 à 1917, ces grandes expositions ont été organisées chaque année dans plusieurs grandes villes. Auparavant, notre pays n'avait organisé aucune exposition pour un public aussi vaste. Presque tous les artistes néerlandais contemporains y ont exposé leurs œuvres. À partir de 1840, les artistes étrangers sont également les bienvenus. Ce « salon hollandais » offrait aux artistes une scène importante où art, artistes, passionnés, collectionneurs, commerçants et critiques d'art se rencontraient. »